# Муканов, Азамат Айдынович
Азамат Айдынович Муканов (каз. Азамат Айдынұлы Мұқанов; род. 30 января 1987 года) — казахстанский самбист и дзюдоист, чемпион мира.

## Биография
Родился в 1987 году. В 2007—2009 годах ежегодно завоёвывал бронзовые медали чемпионатов мира по самбо. В 2010 году стал чемпионом мира по самбо. В 2011 году стал чемпионом Казахстана по дзюдо. В 2013 году стал серебряным призёром чемпионата мира по дзюдо и бронзовым призёром чемпионата Азии по дзюдо. В 2014 году завоевал бронзовую медаль Азиатских игр в дзюдо.